# Kočapar
Kočapar, der Sohn des Radivoje und Enkel Mihailo Vojisavljevićs, wurde von Vukan von Raszien zum König von Dioklitien (Zeta) eingesetzt, dort dann aber wieder abgesetzt. Kočapar regierte Dioklitien zwischen 1101 und 1114.
| Vorgänger | Amt                            | Nachfolger |
| --------- | ------------------------------ | ---------- |
| Dobroslav | König von Dioklitien 1101–1114 | Vladimir   |

| Personendaten    | Personendaten       |
| ---------------- | ------------------- |
| NAME             | Kočapar             |
| KURZBESCHREIBUNG | dioklitischer König |
| GEBURTSDATUM     | 11. Jahrhundert     |
| STERBEDATUM      | 12. Jahrhundert     |